# Јан Чајак
Јан Чајак (слч. Ján Čajak; псеуд. Aliquis; Липтовски Јан, 19. децембар 1863 — Бачки Петровац, 29. мај 1944) је био знаменити словачки књижевник и преводилац, који је својевремено деловао као учитељ и културни радник у Селенчи. У Бачко-бодрошку жупанију прешао је 1893. године, и отада почиње његово књижевно стваралаштво. Већи број прозних дела у Чајака има карактеристике раног реализма, а њихова главна тематика базира се на животу Словака из Доње земље, односно јужне Панонске низије (данашња Војводина).
Био је учитељ у Словачкој, одакле је 1893. године дошао прво у Селенчу а затим у Бачки Петровац.